# Système éducatif en Grèce
Le système éducatif en Grèce est organisé par le ministère de l'Éducation et des Cultes qui est chargé de la gestion de l'ensemble des moyens d'enseignement et de pédagogie du pays.
L'enseignement est obligatoire de 6 à 15 ans. L'année scolaire dure 175 jours, avec deux mois de vacances l'été, quinze jours à Noël et quinze jours à Pâques ; s'ajoutent les congés pour diverses fêtes chrétiennes et les deux fêtes nationales. Il n'y a jamais classe le samedi et rarement l'après-midi, ouvrant la possibilité de fréquenter les instituts privés pour des cours supplémentaires.
La mixité a été introduite progressivement depuis 1929 et est définitive depuis 1979. L'enseignement fonctionne encore beaucoup avec le système du « par cœur ».
Les écoles maternelles peuvent accueillir les enfants dès 2 ans et demi ; en deux sections : 2 ans et demi à 4 ans et demi ; 4 ans et demi à 6 ans. Cette « grande section » est obligatoire depuis la rentrée 2010-2011. Le premier cycle de l'enseignement est le cycle primaire (Δημοτικό, six ans, de 6 à 12 ans), suivi du cycle secondaire qui se divise en deux sous-niveaux : le Gymnasio (Γυμνάσιο, trois ans, de 12 à 15 ans) et Lykeio (Λύκειο, trois ans, 15 à 18 ans). La troisième étape concerne l'enseignement supérieur, l'université (Πανεπιστήμιο),.

## Histoire
Une légende tenace en Grèce évoque l'existence, lors de l'époque ottomane, d'écoles secrètes qui auraient opéré la nuit, dans le secret des églises ou des monastères, où des enfants grecs auraient pu recevoir l'éducation qui leur aurait été interdite par les Ottomans. Les travaux des historiens montrent qu'il existait en réalité un système éducatif correct, peu développé mais guère moins que dans les autres régions d'Europe. Il existe en effet à cette époque quelques écoles élémentaires dans les plus grandes villes. Le patriarche de Constantinople Jérémie II impose même aux métropolites, en 1593, de créer des écoles dans leur métropole. Ce texte met du temps à s'appliquer, mais peu à peu des écoles se multiplient. Elles répondent à des besoins d'une classe commerçante grandissante, qui profite parfois des fortunes acquises pour créer et soutenir financièrement ces établissements. Finalement, toutes ces écoles restent liées à l'Église orthodoxe et sont utilisées pour développer dans le pays le sentiment national grec ainsi qu'imposer la langue grecque contre les langues locales (valaque principalement).
Après l'indépendance, un réseau d'écoles primaires et secondaires se développe petit à petit pour répondre aux besoins du nouvel État. La « Bavarocratie » réorganise les écoles pour essayer d'en améliorer le fonctionnement. Une université est fondée en 1837 à Athènes. Le discours dominant dans les écoles et à l'université est celui de l'irrédentisme grec, appuyé sur le développement de la langue grecque. Dans les années 1870, la Grèce possède un peu plus de 2 000 écoles qui accueillent autour de 150 000 élèves. À la fin du XIXe siècle, les écoles ont façonné la Grèce moderne et son identité, en s'appuyant sur l'orthodoxie et la langue grecques.
En 1864, Catherine Lascaridou fonde une école de filles à Athènes et introduit la pédagogie de Friedrich Fröbel en Grèce. Une trentaine d'années plus tard, elle fonde une école maternelle à Kallithéa. Elle développe ensuite la formation des enseignants pour les écoles maternelles et les écoles de filles.
Le dernier gouvernement d'Elefthérios Venizélos (1928–1932) modernise le système éducatif avec l'aide de son jeune ministre Georges Papandréou. Les deux universités sont réorganisées. De nouvelles écoles et bibliothèques sont construites. Des écoles professionnelles et techniques sont créées afin de compléter les lycées classiques. Enfin, la langue démotique entre dans l'enseignement : à l'école primaire et dans un cours de « grec moderne » au lycée,.

## Maternelle et primaire
La scolarisation en maternelle reste faible, bien que théoriquement obligatoire, surtout parce que les structures ont du mal à suivre.
Les effectifs du primaire qui avaient tendance à se tasser avec une diminution du nombre de naissances ont connu un léger regain avec l'immigration.
Le nombre d'élèves par classe est peu élevé : en moyenne seize avec des disparités régionales : les écoles de village de montagne ou de petites îles sont maintenues mais peu fréquentées. Il y a peu d'écoles privées pour l'enseignement primaire, les parents préférant réserver leurs fonds pour les classes secondaires et la préparation du concours d'entrée à l'université.
Les enseignants du primaire sont, en plus de l'instituteur ou institutrice (75 % des effectifs), des enseignants de sport, de technologie, de musique et de langue étrangère (obligatoire à partir de la 3e année).
Les cours ont lieu sur cinq jours, de 8 h 30 à 12 h 30, parfois jusqu'à 15 h 30 dans les régions où le travail des femmes est important. Au total, cela fait une moyenne de 525 heures par an.
Les élèves ne sont pas notés lors des deux premières années du primaire. Les deux suivantes, ils sont classés de A à D. Les deux dernières, ils sont notés entre 5 sur 10 et 10 sur 10. Un 5/10 est considéré comme une mention « presque bien ».
| Répartition des heures à l'école primaire     | Heures par semaine par année | Heures par semaine par année | Heures par semaine par année | Heures par semaine par année | Heures par semaine par année | Heures par semaine par année |
| (année scolaire 2020–2021)                    | 1re                          | 2e                           | 3e                           | 4e                           | 5e                           | 6e                           |
| Grec                                          | 9                            | 9                            | 8                            | 8                            | 7                            | 7                            |
| Mathématiques                                 | 5                            | 5                            | 4                            | 4                            | 4                            | 4                            |
| Histoire                                      | -                            | -                            | 2                            | 2                            | 2                            | 2                            |
| Physique                                      | -                            | -                            | -                            | -                            | 3                            | 3                            |
| Géographie                                    | -                            | -                            | -                            | -                            | 2                            | 2                            |
| Option                                        | 3                            | 3                            | 2                            | 2                            | -                            | -                            |
| Religion                                      | -                            | -                            | 2                            | 2                            | 1                            | 1                            |
| Éducation physique                            | 3                            | 3                            | 3                            | 3                            | 2                            | 2                            |
| Études environnementales                      | 3                            | 3                            | 2                            | 2                            | -                            | -                            |
| Études socio-politiques                       | -                            | -                            | -                            | -                            | 1                            | 1                            |
| Anglais                                       | 2                            | 2                            | 3                            | 3                            | 3                            | 3                            |
| Éducation artistique - Art                    | 2                            | 2                            | 1                            | 1                            | 1                            | 1                            |
| Éducation artistique - Musique                | 1                            | 1                            | 1                            | 1                            | 1                            | 1                            |
| Informatique                                  | 1                            | 1                            | 1                            | 1                            | 1                            | 1                            |
| Éducation artistique - Théâtre                | 1                            | 1                            | 1                            | 1                            | -                            | -                            |
| Deuxième langue vivante (Français / Allemand) | -                            | -                            | -                            | -                            | 2                            | 2                            |
| Total hebdomadaire par année                  | 30                           | 30                           | 30                           | 30                           | 30                           | 30                           |

## Secondaire
Tous les élèves du primaire passent au Gymnasio. L'horaire y est de 30 heures par semaine, avec une demi-douzaine d'heures supplémentaires pour les établissements à option (sport, musique ou théologie). Le manque d'espace nécessite parfois de placer des cours le soir.
Un seul manuel national, fourni gratuitement par l'État, est prévu pour chacun des cours.
L'enseignement de la langue étrangère choisie au primaire (bien souvent l'anglais) se poursuit, à raison de deux heures par semaine. Vient s'y ajouter une seconde langue (français, mais plus souvent allemand pour des raisons de projets de migrations d'étude ou de travail). Parfois, les parents ajoutent grâce aux cours supplémentaires une troisième langue.
| Matières au Gymnasio                | Heures par semaine par année | Heures par semaine par année | Heures par semaine par année | Heures par semaine par année | Heures par semaine par année | Heures par semaine par année |
| (année scolaire 2019–2020)          | 1re                          | 2e                           | 3e                           |                              |                              |                              |
| Grec                                | 3                            | 2                            | 2                            |                              |                              |                              |
| Littérature grecque                 | 2                            | 2                            | 2                            |                              |                              |                              |
| Grec ancien                         | 2                            | 2                            | 2                            |                              |                              |                              |
| Littérature grecque ancienne        | 2                            | 2                            | 2                            |                              |                              |                              |
| Mathématiques                       | 4                            | 4                            | 4                            |                              |                              |                              |
| Chimie                              | -                            | 1                            | 1                            |                              |                              |                              |
| Physique                            | 1                            | 2                            | 2                            |                              |                              |                              |
| Biologie                            | 1                            | 1                            | 1                            |                              |                              |                              |
| Histoire                            | 2                            | 2                            | 2                            |                              |                              |                              |
| Art                                 | 1                            | 1                            | 1                            |                              |                              |                              |
| Musique                             | 1                            | 1                            | 1                            |                              |                              |                              |
| Technologie                         | 1                            | 1                            | 1                            |                              |                              |                              |
| Géologie et Géographie              | 1                            | 2                            | -                            |                              |                              |                              |
| Économie domestique                 | 1                            | -                            | -                            |                              |                              |                              |
| Religion                            | 2                            | 2                            | 2                            |                              |                              |                              |
| Informatique                        | 2                            | 2                            | 2                            |                              |                              |                              |
| Éducation physique                  | 2                            | 2                            | 2                            |                              |                              |                              |
| Études socio-politiques             | -                            | -                            | 1                            |                              |                              |                              |
| Anglais                             | 2                            | 2                            | 2                            |                              |                              |                              |
| LV2 (Français / Allemand / Italien) | 2                            | 2                            | 2                            |                              |                              |                              |
| Heures hebdomadaires totales        | 32                           | 32                           | 32                           |                              |                              |                              |

Depuis la loi Arsenis de 1997, le Lykeio a été séparé en deux à partir de la deuxième année. D'un côté le Lykeio dit « uni », qui reste généraliste (GEL, Γενικό Λύκειο ΓΕ.Λ. Geniko Lykeio) et de l'autre un Lykeio « technique » (EPAL Επαγγελματικό Λύκειο, ΕΠΑ.Λ. Epagelmatiko Lykeio), choisi par 21 % des élèves. Deux filières pour le Lykeio « uni » : la filière générale choisie par 60 % des élèves et la filière scientifique choisie par 29 % des élèves.
| matières                                    | matières                               | Heures hebdomadaires | Heures hebdomadaires | Heures hebdomadaires | Options d'orientation en 3e année         | Heures hebdomadaires |
| matières                                    | matières                               | 1re                  | 2e                   | 3e                   | Options d'orientation en 3e année         | 3e                   |
| ------------------------------------------- | -------------------------------------- | -------------------- | -------------------- | -------------------- | ----------------------------------------- | -------------------- |
| Grec et littérature grecque moderne         | Grec et littérature grecque moderne    | -                    | -                    | 6                    | Humanités                                 | Groupe I             |
| Grec                                        | Grec                                   | 2                    | 2                    | -                    | Latin                                     | 6                    |
| Littérature grecque moderne                 | Littérature grecque moderne            | 2                    | 2                    | -                    | Grec ancien                               | 6                    |
| Littérature grecque ancienne                | Littérature grecque ancienne           | 5                    | 2                    | -                    | Histoire                                  | 6                    |
| Mathématiques (Géométrie)                   | Mathématiques (Géométrie)              | 2                    | 2                    | -                    | Sciences et sciences de la santé          | Groupe II            |
| Mathématiques (Algèbre)                     | Mathématiques (Algèbre)                | 3                    | 3                    | -                    | Biologie (option Sciences de la santé)    | 6                    |
| Mathématiques (Groupe I seulement)          | Mathématiques (Groupe I seulement)     | -                    | -                    | 2                    | Mathématiques (option Sciences seulement) | 6                    |
| Chimie                                      | Chimie                                 | 2                    | 2                    | -                    | Chimie                                    | 6                    |
| Physique                                    | Physique                               | 2                    | 2                    | -                    | Physique                                  | 6                    |
| Biologie                                    | Biologie                               | 2                    | 2                    | -                    | Économie et informatique                  | Groupe III           |
| Histoire                                    | Histoire                               | 2                    | 3                    | -                    | Informatique                              | 6                    |
| Histoire (Groupes II et III seulement)      | Histoire (Groupes II et III seulement) | -                    | -                    | 2                    | Mathématiques                             | 6                    |
| Philosophie                                 | Philosophie                            | -                    | 2                    | -                    | Économie                                  | 6                    |
| Sciences politiques                         | Sciences politiques                    | 2                    | -                    | -                    |                                           |                      |
| Religion                                    | Religion                               | 2                    | 2                    | 1                    |                                           |                      |
| Éducation physique                          | Éducation physique                     | 2                    | 2                    | 3                    |                                           |                      |
| Informatique appliquée                      | Informatique appliquée                 | 2                    | 2                    | -                    |                                           |                      |
| Anglais                                     | Anglais                                | 3                    | 2                    | 2                    |                                           |                      |
| LV2 (Français / Allemand / Italien)         | LV2 (Français / Allemand / Italien)    | 2                    | 1                    | -                    |                                           |                      |
| Introduction à l'informatique               | Introduction à l'informatique          | -                    | 2                    | -                    |                                           |                      |
| Options d'orientation en 2e année           | Options d'orientation en 2e année      | -                    | 5                    | -                    |                                           |                      |
| Options d'orientation                       |                                        | -                    | 5                    | -                    |                                           |                      |
| Humanités Groupe Ι                          | heures hebdomadaires                   | -                    | 5                    | -                    |                                           |                      |
| Latin                                       | 2                                      | -                    | 5                    | -                    |                                           |                      |
| Grec ancien et littérature grecque ancienne | 3                                      | -                    | 5                    | -                    |                                           |                      |
| Sciences Groupe ΙΙ                          | heures hebdomadaires                   | -                    | 5                    | -                    |                                           |                      |
| Mathématiques                               | 3                                      | -                    | 5                    | -                    |                                           |                      |
| Physiques                                   | 2                                      | -                    | 5                    | -                    |                                           |                      |
| Options d'orientation en 3e année           | Options d'orientation en 3e année      | -                    | -                    | 18                   |                                           |                      |
| Options d'orientation                       |                                        | -                    | -                    | 18                   |                                           |                      |
| Humanités Groupe I                          |                                        | -                    | -                    | 18                   |                                           |                      |
| Sciences et sciences de la santé Groupe II  |                                        | -                    | -                    | 18                   |                                           |                      |
| Économie et informatique Groupe III         |                                        | -                    | -                    | 18                   |                                           |                      |
| Total hebdomadaire                          | Total hebdomadaire                     | 35                   | 35                   | 32                   |                                           |                      |

| Matières | Horaire hebdomadaire par année | Horaire hebdomadaire par année | Horaire hebdomadaire par année | Spécialités de 3e année |
| Matières | 1st                            | 2nd                            | 3rd                            | Spécialités de 3e année |
| --- | ------------------------------ | ------------------------------ | ------------------------------ | --- |
| Grec | 4                              | 3                              | 3                              | Gros œuvre, Environnement et Conception architecturale 1. Ingénieur structure et géo-informatique Agriculture, Alimentation et Environnement 1. Technicien agraire 2. Technicien d'élevage 3. Technicien alimentation et boissons 4. Technicien paysagiste Business, Administration et Économie 1. Tourisme 2. Marketing et publicité 3. Administration et services financiers 4. Logistique Arts appliqués 1. Arts graphiques 2. Décorateur 3. Bois et ameublement 4. Textile 5. Restauration et Conservation des œuvres d'art 6. Bijouterie Électricité, électronique et automatique 1. Électronique et informatique 2. Systèmes électriques Ingénierie mécanique 1. Automobile 2. Aviation 3. Installation énergétique (thermique, hydraulique, pétrole et gaz naturel) 4. Construction mécanique 5. Réfrigération, Ventilation et Air Conditionné Professions maritimes 1. Ingénieur marine marchande 2. Officier marine marchande Technologies de l'information 1. Technologies de l'information appliquée 2. Technologies de l'information informatique et réseaux Santé, bien être 1. Infirmier 2. Pharmacie 3. Physiothérapeute 4. Esthéticien 5. Coiffeur 6. Laborantin 7. Radiologie 8. Puériculture 9. Assistant dentaire |
| Mathématiques (Algèbre) | 3                              | 2                              | 2                              | Gros œuvre, Environnement et Conception architecturale 1. Ingénieur structure et géo-informatique Agriculture, Alimentation et Environnement 1. Technicien agraire 2. Technicien d'élevage 3. Technicien alimentation et boissons 4. Technicien paysagiste Business, Administration et Économie 1. Tourisme 2. Marketing et publicité 3. Administration et services financiers 4. Logistique Arts appliqués 1. Arts graphiques 2. Décorateur 3. Bois et ameublement 4. Textile 5. Restauration et Conservation des œuvres d'art 6. Bijouterie Électricité, électronique et automatique 1. Électronique et informatique 2. Systèmes électriques Ingénierie mécanique 1. Automobile 2. Aviation 3. Installation énergétique (thermique, hydraulique, pétrole et gaz naturel) 4. Construction mécanique 5. Réfrigération, Ventilation et Air Conditionné Professions maritimes 1. Ingénieur marine marchande 2. Officier marine marchande Technologies de l'information 1. Technologies de l'information appliquée 2. Technologies de l'information informatique et réseaux Santé, bien être 1. Infirmier 2. Pharmacie 3. Physiothérapeute 4. Esthéticien 5. Coiffeur 6. Laborantin 7. Radiologie 8. Puériculture 9. Assistant dentaire |
| Mathématiques (Géométrie) | 1                              | 1                              | 1                              | Gros œuvre, Environnement et Conception architecturale 1. Ingénieur structure et géo-informatique Agriculture, Alimentation et Environnement 1. Technicien agraire 2. Technicien d'élevage 3. Technicien alimentation et boissons 4. Technicien paysagiste Business, Administration et Économie 1. Tourisme 2. Marketing et publicité 3. Administration et services financiers 4. Logistique Arts appliqués 1. Arts graphiques 2. Décorateur 3. Bois et ameublement 4. Textile 5. Restauration et Conservation des œuvres d'art 6. Bijouterie Électricité, électronique et automatique 1. Électronique et informatique 2. Systèmes électriques Ingénierie mécanique 1. Automobile 2. Aviation 3. Installation énergétique (thermique, hydraulique, pétrole et gaz naturel) 4. Construction mécanique 5. Réfrigération, Ventilation et Air Conditionné Professions maritimes 1. Ingénieur marine marchande 2. Officier marine marchande Technologies de l'information 1. Technologies de l'information appliquée 2. Technologies de l'information informatique et réseaux Santé, bien être 1. Infirmier 2. Pharmacie 3. Physiothérapeute 4. Esthéticien 5. Coiffeur 6. Laborantin 7. Radiologie 8. Puériculture 9. Assistant dentaire |
| Histoire | 1                              | -                              | -                              | Gros œuvre, Environnement et Conception architecturale 1. Ingénieur structure et géo-informatique Agriculture, Alimentation et Environnement 1. Technicien agraire 2. Technicien d'élevage 3. Technicien alimentation et boissons 4. Technicien paysagiste Business, Administration et Économie 1. Tourisme 2. Marketing et publicité 3. Administration et services financiers 4. Logistique Arts appliqués 1. Arts graphiques 2. Décorateur 3. Bois et ameublement 4. Textile 5. Restauration et Conservation des œuvres d'art 6. Bijouterie Électricité, électronique et automatique 1. Électronique et informatique 2. Systèmes électriques Ingénierie mécanique 1. Automobile 2. Aviation 3. Installation énergétique (thermique, hydraulique, pétrole et gaz naturel) 4. Construction mécanique 5. Réfrigération, Ventilation et Air Conditionné Professions maritimes 1. Ingénieur marine marchande 2. Officier marine marchande Technologies de l'information 1. Technologies de l'information appliquée 2. Technologies de l'information informatique et réseaux Santé, bien être 1. Infirmier 2. Pharmacie 3. Physiothérapeute 4. Esthéticien 5. Coiffeur 6. Laborantin 7. Radiologie 8. Puériculture 9. Assistant dentaire |
| Biologie | 1                              | -                              | -                              | Gros œuvre, Environnement et Conception architecturale 1. Ingénieur structure et géo-informatique Agriculture, Alimentation et Environnement 1. Technicien agraire 2. Technicien d'élevage 3. Technicien alimentation et boissons 4. Technicien paysagiste Business, Administration et Économie 1. Tourisme 2. Marketing et publicité 3. Administration et services financiers 4. Logistique Arts appliqués 1. Arts graphiques 2. Décorateur 3. Bois et ameublement 4. Textile 5. Restauration et Conservation des œuvres d'art 6. Bijouterie Électricité, électronique et automatique 1. Électronique et informatique 2. Systèmes électriques Ingénierie mécanique 1. Automobile 2. Aviation 3. Installation énergétique (thermique, hydraulique, pétrole et gaz naturel) 4. Construction mécanique 5. Réfrigération, Ventilation et Air Conditionné Professions maritimes 1. Ingénieur marine marchande 2. Officier marine marchande Technologies de l'information 1. Technologies de l'information appliquée 2. Technologies de l'information informatique et réseaux Santé, bien être 1. Infirmier 2. Pharmacie 3. Physiothérapeute 4. Esthéticien 5. Coiffeur 6. Laborantin 7. Radiologie 8. Puériculture 9. Assistant dentaire |
| Physique | 2                              | 1                              | 2                              | Gros œuvre, Environnement et Conception architecturale 1. Ingénieur structure et géo-informatique Agriculture, Alimentation et Environnement 1. Technicien agraire 2. Technicien d'élevage 3. Technicien alimentation et boissons 4. Technicien paysagiste Business, Administration et Économie 1. Tourisme 2. Marketing et publicité 3. Administration et services financiers 4. Logistique Arts appliqués 1. Arts graphiques 2. Décorateur 3. Bois et ameublement 4. Textile 5. Restauration et Conservation des œuvres d'art 6. Bijouterie Électricité, électronique et automatique 1. Électronique et informatique 2. Systèmes électriques Ingénierie mécanique 1. Automobile 2. Aviation 3. Installation énergétique (thermique, hydraulique, pétrole et gaz naturel) 4. Construction mécanique 5. Réfrigération, Ventilation et Air Conditionné Professions maritimes 1. Ingénieur marine marchande 2. Officier marine marchande Technologies de l'information 1. Technologies de l'information appliquée 2. Technologies de l'information informatique et réseaux Santé, bien être 1. Infirmier 2. Pharmacie 3. Physiothérapeute 4. Esthéticien 5. Coiffeur 6. Laborantin 7. Radiologie 8. Puériculture 9. Assistant dentaire |
| Chimie | 1                              | 1                              | 1                              | Gros œuvre, Environnement et Conception architecturale 1. Ingénieur structure et géo-informatique Agriculture, Alimentation et Environnement 1. Technicien agraire 2. Technicien d'élevage 3. Technicien alimentation et boissons 4. Technicien paysagiste Business, Administration et Économie 1. Tourisme 2. Marketing et publicité 3. Administration et services financiers 4. Logistique Arts appliqués 1. Arts graphiques 2. Décorateur 3. Bois et ameublement 4. Textile 5. Restauration et Conservation des œuvres d'art 6. Bijouterie Électricité, électronique et automatique 1. Électronique et informatique 2. Systèmes électriques Ingénierie mécanique 1. Automobile 2. Aviation 3. Installation énergétique (thermique, hydraulique, pétrole et gaz naturel) 4. Construction mécanique 5. Réfrigération, Ventilation et Air Conditionné Professions maritimes 1. Ingénieur marine marchande 2. Officier marine marchande Technologies de l'information 1. Technologies de l'information appliquée 2. Technologies de l'information informatique et réseaux Santé, bien être 1. Infirmier 2. Pharmacie 3. Physiothérapeute 4. Esthéticien 5. Coiffeur 6. Laborantin 7. Radiologie 8. Puériculture 9. Assistant dentaire |
| Sciences politiques | 2                              | 1                              | 1                              | Gros œuvre, Environnement et Conception architecturale 1. Ingénieur structure et géo-informatique Agriculture, Alimentation et Environnement 1. Technicien agraire 2. Technicien d'élevage 3. Technicien alimentation et boissons 4. Technicien paysagiste Business, Administration et Économie 1. Tourisme 2. Marketing et publicité 3. Administration et services financiers 4. Logistique Arts appliqués 1. Arts graphiques 2. Décorateur 3. Bois et ameublement 4. Textile 5. Restauration et Conservation des œuvres d'art 6. Bijouterie Électricité, électronique et automatique 1. Électronique et informatique 2. Systèmes électriques Ingénierie mécanique 1. Automobile 2. Aviation 3. Installation énergétique (thermique, hydraulique, pétrole et gaz naturel) 4. Construction mécanique 5. Réfrigération, Ventilation et Air Conditionné Professions maritimes 1. Ingénieur marine marchande 2. Officier marine marchande Technologies de l'information 1. Technologies de l'information appliquée 2. Technologies de l'information informatique et réseaux Santé, bien être 1. Infirmier 2. Pharmacie 3. Physiothérapeute 4. Esthéticien 5. Coiffeur 6. Laborantin 7. Radiologie 8. Puériculture 9. Assistant dentaire |
| Religion | 1                              | 1                              | -                              | Gros œuvre, Environnement et Conception architecturale 1. Ingénieur structure et géo-informatique Agriculture, Alimentation et Environnement 1. Technicien agraire 2. Technicien d'élevage 3. Technicien alimentation et boissons 4. Technicien paysagiste Business, Administration et Économie 1. Tourisme 2. Marketing et publicité 3. Administration et services financiers 4. Logistique Arts appliqués 1. Arts graphiques 2. Décorateur 3. Bois et ameublement 4. Textile 5. Restauration et Conservation des œuvres d'art 6. Bijouterie Électricité, électronique et automatique 1. Électronique et informatique 2. Systèmes électriques Ingénierie mécanique 1. Automobile 2. Aviation 3. Installation énergétique (thermique, hydraulique, pétrole et gaz naturel) 4. Construction mécanique 5. Réfrigération, Ventilation et Air Conditionné Professions maritimes 1. Ingénieur marine marchande 2. Officier marine marchande Technologies de l'information 1. Technologies de l'information appliquée 2. Technologies de l'information informatique et réseaux Santé, bien être 1. Infirmier 2. Pharmacie 3. Physiothérapeute 4. Esthéticien 5. Coiffeur 6. Laborantin 7. Radiologie 8. Puériculture 9. Assistant dentaire |
| Éducation physique | 2                              | 1                              | 1                              | Gros œuvre, Environnement et Conception architecturale 1. Ingénieur structure et géo-informatique Agriculture, Alimentation et Environnement 1. Technicien agraire 2. Technicien d'élevage 3. Technicien alimentation et boissons 4. Technicien paysagiste Business, Administration et Économie 1. Tourisme 2. Marketing et publicité 3. Administration et services financiers 4. Logistique Arts appliqués 1. Arts graphiques 2. Décorateur 3. Bois et ameublement 4. Textile 5. Restauration et Conservation des œuvres d'art 6. Bijouterie Électricité, électronique et automatique 1. Électronique et informatique 2. Systèmes électriques Ingénierie mécanique 1. Automobile 2. Aviation 3. Installation énergétique (thermique, hydraulique, pétrole et gaz naturel) 4. Construction mécanique 5. Réfrigération, Ventilation et Air Conditionné Professions maritimes 1. Ingénieur marine marchande 2. Officier marine marchande Technologies de l'information 1. Technologies de l'information appliquée 2. Technologies de l'information informatique et réseaux Santé, bien être 1. Infirmier 2. Pharmacie 3. Physiothérapeute 4. Esthéticien 5. Coiffeur 6. Laborantin 7. Radiologie 8. Puériculture 9. Assistant dentaire |
| Options créatives | 3                              | 1                              | 1                              | Gros œuvre, Environnement et Conception architecturale 1. Ingénieur structure et géo-informatique Agriculture, Alimentation et Environnement 1. Technicien agraire 2. Technicien d'élevage 3. Technicien alimentation et boissons 4. Technicien paysagiste Business, Administration et Économie 1. Tourisme 2. Marketing et publicité 3. Administration et services financiers 4. Logistique Arts appliqués 1. Arts graphiques 2. Décorateur 3. Bois et ameublement 4. Textile 5. Restauration et Conservation des œuvres d'art 6. Bijouterie Électricité, électronique et automatique 1. Électronique et informatique 2. Systèmes électriques Ingénierie mécanique 1. Automobile 2. Aviation 3. Installation énergétique (thermique, hydraulique, pétrole et gaz naturel) 4. Construction mécanique 5. Réfrigération, Ventilation et Air Conditionné Professions maritimes 1. Ingénieur marine marchande 2. Officier marine marchande Technologies de l'information 1. Technologies de l'information appliquée 2. Technologies de l'information informatique et réseaux Santé, bien être 1. Infirmier 2. Pharmacie 3. Physiothérapeute 4. Esthéticien 5. Coiffeur 6. Laborantin 7. Radiologie 8. Puériculture 9. Assistant dentaire |
| Anglais | 2                              | 1                              | 1                              | Gros œuvre, Environnement et Conception architecturale 1. Ingénieur structure et géo-informatique Agriculture, Alimentation et Environnement 1. Technicien agraire 2. Technicien d'élevage 3. Technicien alimentation et boissons 4. Technicien paysagiste Business, Administration et Économie 1. Tourisme 2. Marketing et publicité 3. Administration et services financiers 4. Logistique Arts appliqués 1. Arts graphiques 2. Décorateur 3. Bois et ameublement 4. Textile 5. Restauration et Conservation des œuvres d'art 6. Bijouterie Électricité, électronique et automatique 1. Électronique et informatique 2. Systèmes électriques Ingénierie mécanique 1. Automobile 2. Aviation 3. Installation énergétique (thermique, hydraulique, pétrole et gaz naturel) 4. Construction mécanique 5. Réfrigération, Ventilation et Air Conditionné Professions maritimes 1. Ingénieur marine marchande 2. Officier marine marchande Technologies de l'information 1. Technologies de l'information appliquée 2. Technologies de l'information informatique et réseaux Santé, bien être 1. Infirmier 2. Pharmacie 3. Physiothérapeute 4. Esthéticien 5. Coiffeur 6. Laborantin 7. Radiologie 8. Puériculture 9. Assistant dentaire |
| Projet de recherches | 2                              | -                              | -                              | Gros œuvre, Environnement et Conception architecturale 1. Ingénieur structure et géo-informatique Agriculture, Alimentation et Environnement 1. Technicien agraire 2. Technicien d'élevage 3. Technicien alimentation et boissons 4. Technicien paysagiste Business, Administration et Économie 1. Tourisme 2. Marketing et publicité 3. Administration et services financiers 4. Logistique Arts appliqués 1. Arts graphiques 2. Décorateur 3. Bois et ameublement 4. Textile 5. Restauration et Conservation des œuvres d'art 6. Bijouterie Électricité, électronique et automatique 1. Électronique et informatique 2. Systèmes électriques Ingénierie mécanique 1. Automobile 2. Aviation 3. Installation énergétique (thermique, hydraulique, pétrole et gaz naturel) 4. Construction mécanique 5. Réfrigération, Ventilation et Air Conditionné Professions maritimes 1. Ingénieur marine marchande 2. Officier marine marchande Technologies de l'information 1. Technologies de l'information appliquée 2. Technologies de l'information informatique et réseaux Santé, bien être 1. Infirmier 2. Pharmacie 3. Physiothérapeute 4. Esthéticien 5. Coiffeur 6. Laborantin 7. Radiologie 8. Puériculture 9. Assistant dentaire |
| Orientation | 2                              | -                              | -                              | Gros œuvre, Environnement et Conception architecturale 1. Ingénieur structure et géo-informatique Agriculture, Alimentation et Environnement 1. Technicien agraire 2. Technicien d'élevage 3. Technicien alimentation et boissons 4. Technicien paysagiste Business, Administration et Économie 1. Tourisme 2. Marketing et publicité 3. Administration et services financiers 4. Logistique Arts appliqués 1. Arts graphiques 2. Décorateur 3. Bois et ameublement 4. Textile 5. Restauration et Conservation des œuvres d'art 6. Bijouterie Électricité, électronique et automatique 1. Électronique et informatique 2. Systèmes électriques Ingénierie mécanique 1. Automobile 2. Aviation 3. Installation énergétique (thermique, hydraulique, pétrole et gaz naturel) 4. Construction mécanique 5. Réfrigération, Ventilation et Air Conditionné Professions maritimes 1. Ingénieur marine marchande 2. Officier marine marchande Technologies de l'information 1. Technologies de l'information appliquée 2. Technologies de l'information informatique et réseaux Santé, bien être 1. Infirmier 2. Pharmacie 3. Physiothérapeute 4. Esthéticien 5. Coiffeur 6. Laborantin 7. Radiologie 8. Puériculture 9. Assistant dentaire |
| Informatique appliquée | 2                              | -                              | -                              | Gros œuvre, Environnement et Conception architecturale 1. Ingénieur structure et géo-informatique Agriculture, Alimentation et Environnement 1. Technicien agraire 2. Technicien d'élevage 3. Technicien alimentation et boissons 4. Technicien paysagiste Business, Administration et Économie 1. Tourisme 2. Marketing et publicité 3. Administration et services financiers 4. Logistique Arts appliqués 1. Arts graphiques 2. Décorateur 3. Bois et ameublement 4. Textile 5. Restauration et Conservation des œuvres d'art 6. Bijouterie Électricité, électronique et automatique 1. Électronique et informatique 2. Systèmes électriques Ingénierie mécanique 1. Automobile 2. Aviation 3. Installation énergétique (thermique, hydraulique, pétrole et gaz naturel) 4. Construction mécanique 5. Réfrigération, Ventilation et Air Conditionné Professions maritimes 1. Ingénieur marine marchande 2. Officier marine marchande Technologies de l'information 1. Technologies de l'information appliquée 2. Technologies de l'information informatique et réseaux Santé, bien être 1. Infirmier 2. Pharmacie 3. Physiothérapeute 4. Esthéticien 5. Coiffeur 6. Laborantin 7. Radiologie 8. Puériculture 9. Assistant dentaire |
| Introduction à l'informatique | -                              | 1                              | 1                              | Gros œuvre, Environnement et Conception architecturale 1. Ingénieur structure et géo-informatique Agriculture, Alimentation et Environnement 1. Technicien agraire 2. Technicien d'élevage 3. Technicien alimentation et boissons 4. Technicien paysagiste Business, Administration et Économie 1. Tourisme 2. Marketing et publicité 3. Administration et services financiers 4. Logistique Arts appliqués 1. Arts graphiques 2. Décorateur 3. Bois et ameublement 4. Textile 5. Restauration et Conservation des œuvres d'art 6. Bijouterie Électricité, électronique et automatique 1. Électronique et informatique 2. Systèmes électriques Ingénierie mécanique 1. Automobile 2. Aviation 3. Installation énergétique (thermique, hydraulique, pétrole et gaz naturel) 4. Construction mécanique 5. Réfrigération, Ventilation et Air Conditionné Professions maritimes 1. Ingénieur marine marchande 2. Officier marine marchande Technologies de l'information 1. Technologies de l'information appliquée 2. Technologies de l'information informatique et réseaux Santé, bien être 1. Infirmier 2. Pharmacie 3. Physiothérapeute 4. Esthéticien 5. Coiffeur 6. Laborantin 7. Radiologie 8. Puériculture 9. Assistant dentaire |
| Matières au choix (trois au choix) 1. Art nautique 2. Éducation à la santé 3. Principes d'économie 4. Principes de mécanique 5. Agriculture and Développement durable 6. Principes d'architecture 7. Principes de base de Composition (Arts appliqués) 8. Principes d'électronique                                                                     | 6                              | -                              | -                              | Gros œuvre, Environnement et Conception architecturale 1. Ingénieur structure et géo-informatique Agriculture, Alimentation et Environnement 1. Technicien agraire 2. Technicien d'élevage 3. Technicien alimentation et boissons 4. Technicien paysagiste Business, Administration et Économie 1. Tourisme 2. Marketing et publicité 3. Administration et services financiers 4. Logistique Arts appliqués 1. Arts graphiques 2. Décorateur 3. Bois et ameublement 4. Textile 5. Restauration et Conservation des œuvres d'art 6. Bijouterie Électricité, électronique et automatique 1. Électronique et informatique 2. Systèmes électriques Ingénierie mécanique 1. Automobile 2. Aviation 3. Installation énergétique (thermique, hydraulique, pétrole et gaz naturel) 4. Construction mécanique 5. Réfrigération, Ventilation et Air Conditionné Professions maritimes 1. Ingénieur marine marchande 2. Officier marine marchande Technologies de l'information 1. Technologies de l'information appliquée 2. Technologies de l'information informatique et réseaux Santé, bien être 1. Infirmier 2. Pharmacie 3. Physiothérapeute 4. Esthéticien 5. Coiffeur 6. Laborantin 7. Radiologie 8. Puériculture 9. Assistant dentaire |
| Option d'orientation (une au choix) 1. Agriculture, Alimentation et Environnement 2. Business Administration et Économie 3. Gros œuvre, Environnement et Conception architecturale 4. Arts appliqués 5. Électricité, électronique et automatique 6. Ingénierie mécanique 7. Professions maritimes 8. Technologies de l'information 9. Santé, bien être | -                              | 23                             | -                              | Gros œuvre, Environnement et Conception architecturale 1. Ingénieur structure et géo-informatique Agriculture, Alimentation et Environnement 1. Technicien agraire 2. Technicien d'élevage 3. Technicien alimentation et boissons 4. Technicien paysagiste Business, Administration et Économie 1. Tourisme 2. Marketing et publicité 3. Administration et services financiers 4. Logistique Arts appliqués 1. Arts graphiques 2. Décorateur 3. Bois et ameublement 4. Textile 5. Restauration et Conservation des œuvres d'art 6. Bijouterie Électricité, électronique et automatique 1. Électronique et informatique 2. Systèmes électriques Ingénierie mécanique 1. Automobile 2. Aviation 3. Installation énergétique (thermique, hydraulique, pétrole et gaz naturel) 4. Construction mécanique 5. Réfrigération, Ventilation et Air Conditionné Professions maritimes 1. Ingénieur marine marchande 2. Officier marine marchande Technologies de l'information 1. Technologies de l'information appliquée 2. Technologies de l'information informatique et réseaux Santé, bien être 1. Infirmier 2. Pharmacie 3. Physiothérapeute 4. Esthéticien 5. Coiffeur 6. Laborantin 7. Radiologie 8. Puériculture 9. Assistant dentaire |
| Option d'orientation (poursuite de la 2e année) | -                              | -                              | 23                             | Gros œuvre, Environnement et Conception architecturale 1. Ingénieur structure et géo-informatique Agriculture, Alimentation et Environnement 1. Technicien agraire 2. Technicien d'élevage 3. Technicien alimentation et boissons 4. Technicien paysagiste Business, Administration et Économie 1. Tourisme 2. Marketing et publicité 3. Administration et services financiers 4. Logistique Arts appliqués 1. Arts graphiques 2. Décorateur 3. Bois et ameublement 4. Textile 5. Restauration et Conservation des œuvres d'art 6. Bijouterie Électricité, électronique et automatique 1. Électronique et informatique 2. Systèmes électriques Ingénierie mécanique 1. Automobile 2. Aviation 3. Installation énergétique (thermique, hydraulique, pétrole et gaz naturel) 4. Construction mécanique 5. Réfrigération, Ventilation et Air Conditionné Professions maritimes 1. Ingénieur marine marchande 2. Officier marine marchande Technologies de l'information 1. Technologies de l'information appliquée 2. Technologies de l'information informatique et réseaux Santé, bien être 1. Infirmier 2. Pharmacie 3. Physiothérapeute 4. Esthéticien 5. Coiffeur 6. Laborantin 7. Radiologie 8. Puériculture 9. Assistant dentaire |
| | 35                             | 35                             | 35                             | Gros œuvre, Environnement et Conception architecturale 1. Ingénieur structure et géo-informatique Agriculture, Alimentation et Environnement 1. Technicien agraire 2. Technicien d'élevage 3. Technicien alimentation et boissons 4. Technicien paysagiste Business, Administration et Économie 1. Tourisme 2. Marketing et publicité 3. Administration et services financiers 4. Logistique Arts appliqués 1. Arts graphiques 2. Décorateur 3. Bois et ameublement 4. Textile 5. Restauration et Conservation des œuvres d'art 6. Bijouterie Électricité, électronique et automatique 1. Électronique et informatique 2. Systèmes électriques Ingénierie mécanique 1. Automobile 2. Aviation 3. Installation énergétique (thermique, hydraulique, pétrole et gaz naturel) 4. Construction mécanique 5. Réfrigération, Ventilation et Air Conditionné Professions maritimes 1. Ingénieur marine marchande 2. Officier marine marchande Technologies de l'information 1. Technologies de l'information appliquée 2. Technologies de l'information informatique et réseaux Santé, bien être 1. Infirmier 2. Pharmacie 3. Physiothérapeute 4. Esthéticien 5. Coiffeur 6. Laborantin 7. Radiologie 8. Puériculture 9. Assistant dentaire |
| « Examens panhelléniques » : Grec, Mathématiques (Algèbre), deux sujets de spécialité |                                |                                |                                | Gros œuvre, Environnement et Conception architecturale 1. Ingénieur structure et géo-informatique Agriculture, Alimentation et Environnement 1. Technicien agraire 2. Technicien d'élevage 3. Technicien alimentation et boissons 4. Technicien paysagiste Business, Administration et Économie 1. Tourisme 2. Marketing et publicité 3. Administration et services financiers 4. Logistique Arts appliqués 1. Arts graphiques 2. Décorateur 3. Bois et ameublement 4. Textile 5. Restauration et Conservation des œuvres d'art 6. Bijouterie Électricité, électronique et automatique 1. Électronique et informatique 2. Systèmes électriques Ingénierie mécanique 1. Automobile 2. Aviation 3. Installation énergétique (thermique, hydraulique, pétrole et gaz naturel) 4. Construction mécanique 5. Réfrigération, Ventilation et Air Conditionné Professions maritimes 1. Ingénieur marine marchande 2. Officier marine marchande Technologies de l'information 1. Technologies de l'information appliquée 2. Technologies de l'information informatique et réseaux Santé, bien être 1. Infirmier 2. Pharmacie 3. Physiothérapeute 4. Esthéticien 5. Coiffeur 6. Laborantin 7. Radiologie 8. Puériculture 9. Assistant dentaire |

## Examens panhelléniques
Le passage du secondaire au supérieur se fait lors d'un examen national appelé les examens panhelléniques (el), ou parfois seulement examens d'entrée car il conditionne l'accès à l'université. Les examens panhelléniques sont divisés en quatre sections (théorique, scientifique, technologique et pratique). Les résultats dans ces diverses sections permettent d'accéder à diverses sections du supérieur : le droit relève de la section théorique, la médecine de la section pratique, etc. Les candidats sont ensuite classés en fonction de leurs résultats et de leurs choix. La moitié d'entre eux accèdent à un des parcours universitaires. Les examens panhelléniques sont donc tout autant un rite de passage qu'un élément déterminant pour la vie d'un Grec : ainsi, pour entrer dans les facultés de droit à Athènes ou Thessalonique, il faut une moyenne de 19/20. Aussi, depuis les années 1960, la préparation aux examens panhelléniques occupe une grande partie de la vie des élèves grecs, dès le Gymnasio, et fait l'objet d'une véritable industrie de cours particuliers ou de formations privées intensives (Φροντιστήριο). Le frontistírio concerne 95 % des lycéens qui vont y « bachoter » entre 15 et 20 heures par semaine, en plus de leurs heures de cours. Il existe en 2010 plus de 5 000 instituts généralistes plus 8 000 instituts de langue. Au total, ce secteur emploie au moins 100 000 enseignants, souvent venus du public compléter leur salaire.

## Supérieur
L'université, prévue pour durer de quatre à six ans, connaît cependant des « éternels étudiants » à qui il manque toujours, des années après la fin de leurs études, une ou deux notes pour obtenir leur diplôme. Le cursus universitaires est, comme le lycée, divisé en deux : les universités (AEI), 47 % des étudiants, et les formations techniques (TEI), 53 % des étudiants. Le cursus comprend (en fonction des sections) de 8 à 12 semestres. Les études peuvent être poursuivies en master puis doctorat.
Il y a en Grèce 54 villes « universitaires », plus ou moins grandes. L'Attique accueille plus de 90 000 étudiants mais Ermoúpoli seulement 65 en 2008. Les étudiants représentent moins de 3 % de la population de l'Attique, mais 43 % de celle de Missolonghi. Le nombre d'étudiants et de formations a très fortement augmenté à partir des années 1990.

## Enseignement de la religion orthodoxe
L'enseignement dépend du ministère de l'Éducation et des Cultes. Aussi, les cours de religion et les prières sont obligatoires. Une tentative de réforme en 2008 par le ministre Evripídis Stylianídis a suspendu l'obligation pour les seuls élèves pratiquant une autre religion que le christianisme orthodoxe. Bien souvent, les familles juives ou catholiques contournent le problème en mettant leurs enfants dans des écoles spécifiques. Les enfants musulmans en Thrace disposent, grâce au traité de Lausanne, d'écoles publiques dites « minoritaires » où l'enseignement de l'Islam remplace celui du christianisme. De même, une partie de l'enseignement s'y fait en turc. Cependant, les écoles et collèges « minoritaires » peinent à répondre à la demande.